# Capo Gracias a Dios
Cabo Gracias a Dios (in italiano Capo Grazie a Dio) è un promontorio situato al centro della costa orientale dell'America Centrale, all'interno di quella che viene variamente chiamata Costa dei Mosquito e La Mosquitia. È il punto in cui il Río Coco sfocia nei Caraibi e segna il confine tra la Regione Autonoma della costa caraibica settentrionale del Nicaragua e il dipartimento dell'Honduras noto anche come Gracias a Dios.

## Storia
Il nome fu assegnato da Cristoforo Colombo, il primo europeo a visitarlo, il 12 settembre 1502, mentre cercava rifugio durante una tempesta (questa è la stagione degli uragani nel Nord Atlantico). Secondo la tradizione, Colombo pronunciò la frase:
perché le 3 caravelle furono scosse dall'uragano per due settimane e quando doppiarono detto promontorio, la tempesta si calmò, per questo ringraziarono Dio per essere usciti indenni dal disastro, come raccontò Fernando Colombo, figlio dell'Ammiraglio.
Il territorio prima del ritorno delle navi attorno al promontorio fu battezzato con il nome di Honduras.